# Carl Hintze

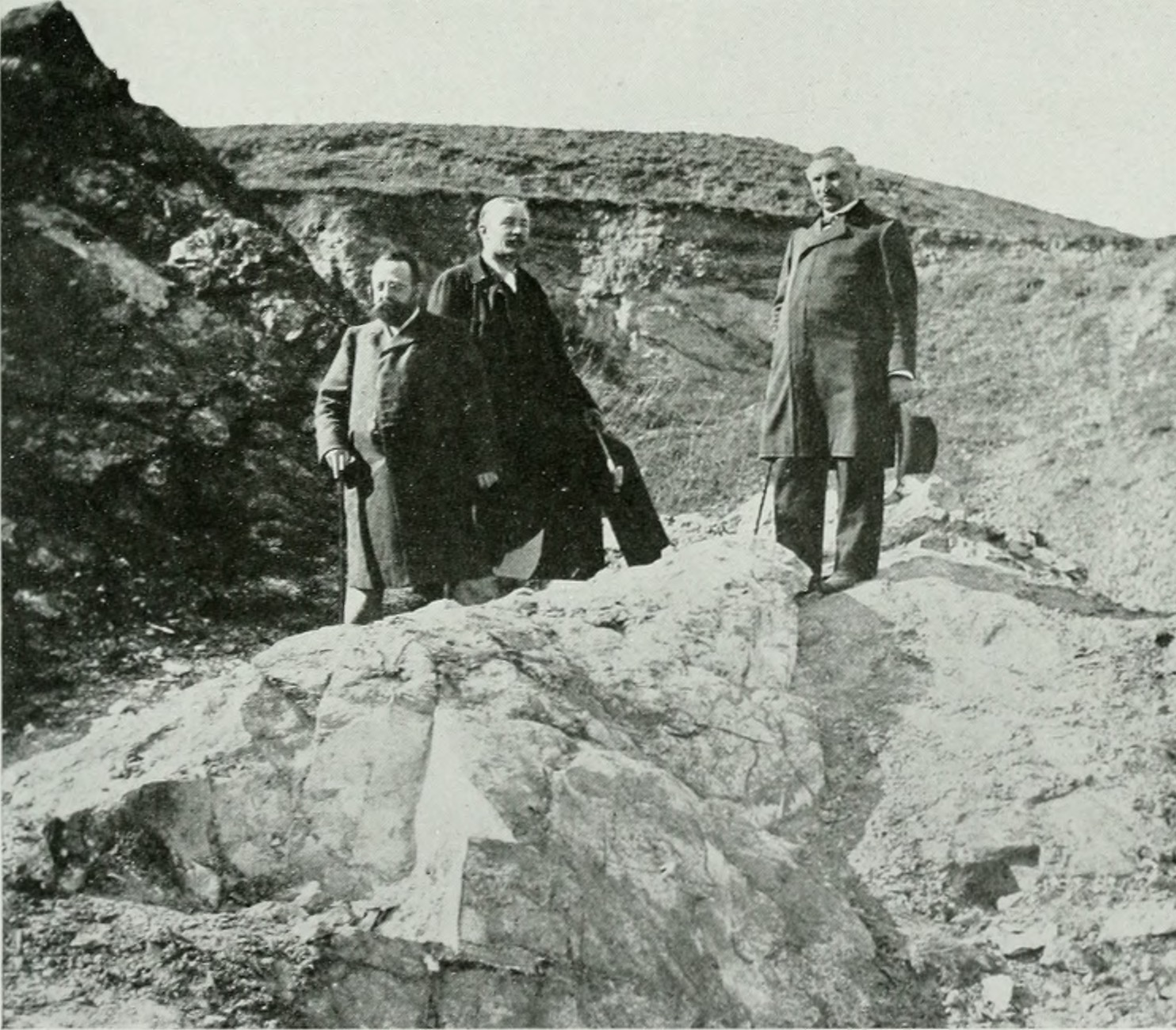
Carl Hintze (links)

Carl Adolf Ferdinand Hintze (* 17. August 1851 in Breslau, Provinz Schlesien; † 28. Dezember 1916 ebenda) war ein deutscher Mineraloge und Kristallograph.

## Leben
Vater Carl war Graveur in Breslau. Sohn Carl Adolf Ferdinand besuchte in Breslau das Maria-Magdalenen-Gymnasium bis zur Reifeprüfung im Jahr 1868 unter dem Rektorat von Karl Schönborn. Im gleichen Jahr begann Carl Hintze sein Universitätsstudium an der Universität Breslau, das er in Bonn und Berlin fortsetzte. 1872 ging er als Assistent an die neu gegründete Universität Straßburg, wo er 1873 promovierte. Eine Augenkrankheit und wirtschaftliche Gründe zwangen ihn 1875, seine wissenschaftliche Tätigkeit zu unterbrechen. Er verwendete seine Kenntnisse im Mineralienhandel, zunächst in Straßburg, dann in Bonn. Ab 1880 war er dort wissenschaftlicher Leiter des Krantzschen Rheinischen Mineralien-Kontors. Neben seinem Beruf widmete er sich weiterhin chemischen und mineralogischen Studien.
August Kekulé, der große Chemiker, der von 1867 bis 1896 in Bonn wirkte, verhalf Hintze durch nachhaltige Fürsprache zu seiner Habilitation, die 1884 erfolgte. In Vereinigung von Wissenschaft und Praxis wurde Hintze zu einem der besten Mineralienkenner. Nachdem er in Bonn zwei Jahre als Dozent tätig gewesen war, folgte er 1886 einem Ruf nach Breslau. Hier, in seiner Heimatstadt, wurde er 1892 als Nachfolger seines Lehrers Ferdinand von Roemer Ordentlicher Professor und später auch Direktor des Mineralogischen Instituts der Universität und der TH Breslau.

## Leistungen
Die Arbeiten Hintzes widmeten sich vor allem chemischen Untersuchungen an organischen Verbindungen und Mineralien. Hintzes Lebenswerk war die Begründung und Herausgabe des „Handbuchs der Mineralogie“, eines grundlegenden Nachschlagewerks („Der Hintze“ genannt). Damit schuf er in 30-jähriger intensiver und kritischer Arbeit ein heute noch gültiges Nachschlagewerk, ein unentbehrliches Hilfsmittel der mineralogischen Wissenschaft.
Dieses von ihm geschaffene Werk wurde von anderen fortgeführt und erschien weiter mit überarbeiteten Neuauflagen und Ergänzungsbänden.

## Ehrungen
Ein von P. J. Dunn, D. R. Peacor und B. D. Sturman 1979 beschriebenes, neues Mineral erhielt Hintze zu Ehren den Namen Carlhintzeit.